# Вугдалич, Муамер
Муаме́р Ву́гдалич (словен. Muamer Vugdalič; род. 25 августа 1977, Риека) — словенский футболист, защитник. Выступал в национальной сборной Словении.

## Биография

### Клубная карьера
Начал карьеру в клубе «Олимпия» (Любляна). В 1998 году перешёл в «Марибор». В 2001 году был куплен донецким «Шахтёром». В составе клуба закрепиться не смог, и был отдан в аренду в «Марибор». В январе 2005 года поехал на просмотр в клуб «Сатурн», но команде не подошёл. Позже выступал за клубы «Домжале», АЕЛ (Лимасол), «Интерблок», «Железничар» (Сараево). С 2008 года по 2009 год выступал за клуб «Олимпия».

### Карьера в сборной
В сборной Словении дебютировал 9 октября 1999 года в матче против Греции (0:3). В 2002 году выступал на чемпионате мира. Всего провёл 27 матчей за сборную.